# Khashayar Mostafavi
 (novembre 2015).
Khashayar Mostafavi (en persan : خشایار مصطفوی) (né en 1982, Iran), est un écrivain et réalisateur iranien.

## Biographie
Khashayar Mostafavi, jeune dramaturge et metteur en scène, a réalisé des courts métrages et des documentaires. Il suit des études de théâtre. Il obtient un diplôme de premier cycle en arts dramatiques et une maîtrise de mise en scène théâtrale à l’université de Téhéran et l’Université Tarbiat Modarres. En 2012, il publie La Naissance du drame iranien et en 2013, il publie Au diable,est un recueil de quinze nouvelles. Son dernier ouvrage, intitulé Sex, Anarchism and Cruelty In Panic Theater of Mr. Arrabal.

## Filmographie
| Année | Le Film                                                          | Réalisateur | Scénariste | Producteur |
| ----- | ---------------------------------------------------------------- | ----------- | ---------- | ---------- |
| 2003  | We are done (court métrage) – 7 min                              | Oui         | Oui        |            |
| 2005  | A Dream (court métrage Documentaire) – 22 min                    | Oui         |            |            |
| 2006  | Free downfall (court métrage Documentaire) – 8 min               | Oui         |            |            |
| 2008  | Anti love (court métrage) – 10 min                               | Oui         | Oui        |            |
| 2009  | Grasses of the Meadow (court métrage) – 17 min                   | Oui         | Oui        | Oui        |
| 2012  | Thirty years of loneliness (court métrage documentaire) – 12 min | Oui         |            | Oui        |
| 2012  | Our Cherry Orchard (film documentaire) – 54 min                  | Oui         | Oui        | Oui        |
| 2013  | 625 (court métrage) – 3 min                                      | Oui         | Oui        |            |
| 2015  | Fight Me (film documentaire) – 97 min ,                          | Oui         | Oui        | Oui        |
| 2017  | Dasein (film de fiction) – 92 min                                | Oui         | Oui        | Oui        |